# فهرست شخصیت‌های مجموعه متال گیر سالید
مجموعه بازی‌های متال گیر دارای تعداد شخصیت‌های زیادی است که توسط خالق این مجموعه هیدئو کوجیما درست شده‌اند و به وسیلهٔ یوجی شینکاوا طراحی شده‌اند. این شخصیت‌ها متشکل از سربازانی دارای قدرت‌های فراطبیعی هستند که حاصل آزمایش‌های علمی جدید هستند.
داستان بازی حول شخصیتی به نام سالید اسنیک است که از طرف دولت مأموریت پیدا کردن سلاحی به نام متال گیر را دارد.

## یگان کبرا
یگان کبرا (به انگلیسی: Cobra Unit) یک گروه از سربازان افسانه‌ای که توسط مربی اسنیک عریان، باس رهبری می‌شدند. اسم رمز آن‌ها با احساساتشان در میدان جنگ برابری می‌کند. آن‌ها به عنوان غول آخر در بازی ایفای نقش می‌کنند.

### باس

باس، The Boss

باس (به انگلیسی: The Boss) که با نام جوی نیز شناخته می‌شود، یک سرباز افسانه‌ای آمریکایی، مؤسس و رهبر یگان کبرا، و به عنوان مادر نیروهای ویژهٔ آمریکا شناخته می‌شود. بر طبق پایگاه اطلاعی متال گیر سالید ۴ او متولد سال ۱۹۲۲ و دختر یکی از اعضای اصلی فیلسوفان، در پشت میراث فیلسوفان است. او در روسیه با نام "Voyevoda" که در لغت به معنی جنگ سالار است، شناخته می‌شد. در ژوئن ۱۹۴۴ در جریان جنگ جهانی دوم او با رهبری یگان کبرا به پیروزی در نبرد نرماندی دست یافت. او در آن زمان حامله، و پدر بچهٔ او سارو بود. باس فرزندش را در وسط میدان جنگ از طریق یک سزارین کثیف به دنیا آورد که سبب به وجود آمدن یک اثر زخم بر روی شکم او شد. بچه توسط فیلسوفان برده شد و بعدها پس از بزرگ شدن او تبدیل به آسلات هفت تیرکش شد.
باس مربی اسنیک عریان بود، اسنیک او را به چشم یک مادر و باس نیز او را به دید فرزندی که هیچوقت نتوانسته بود بزرگ کند می‌دید. باس و اسنیک مأموریت‌های بیشماری را در طی ده سالی که با هم بودند به انجام رساندند، و هردوی آن‌ها مسئول خلق CQC هستند. در جریان مأموریت "Virtuous" او اتحادیه شوروی را ترک و به حزب خائن سرهنگ ولگین پیوست. او به عنوان یکی از اصلی‌ترین دشمنان در بازی ایفای نقش می‌کرد و غولآخر نهایی بازی بود. کمی بعد از بازگشتن به ایالت، اسنیک از سوی ایوا متوجه شد که باس آن‌ها را ترک نکرده بود بلکه در حقیقت او یک جاسوس بود و داوطلبانه و آگاهانه جان خود را قربانی آمریکا و خوشنامی آن کرده‌است. با وجود اینکه او توسط دولت ایالات متحده آمریکا و سازمان جنگ جنایی روسیه خائن شناخته شد، او در آرامستان ملی آرلینگتون به خاک سپرده شد، جایی که اسنیک عریان در انتهای اسنیک ایتر و در متال گیر سالید ۴: سلاح‌های میهن‌پرستان توسط پسر اسنیک عریان، سالید اسنیک از آن دیدن می‌کنند.
باس با گفتن: «فقط یک جا برای یک باس و یک اسنیک وجود دارد». رسماً نام خود را در انتهای متال گیر سالید ۳ به اسنیک عریان انتقال می‌دهد. (که برگرفته از واژه‌هایی است که لیکوئید اسنیک در انتهای متال گیر سالید می‌زند، «فقط یک جا برای یک اسنیک و یک رئیس بزرگ وجود دارد».) اگرچه در طی رخدادهای متال گیر سالید: پرتابل آپس اسنیک هنوز نمی‌پذیرد که نام رئیس بزرگ را یدک بکشد، چون احساس می‌کند هنوز از باس به عنوان یک مبارز پیشی نگرفته‌است. از این رو، او ترجیح می‌دهد با اسم رمز قدیمی خود، «اسنیک» در طی بازی شناخته شود.
صداگذاری: Kikuko Inoue (نسخهٔ ژاپنی)، لوری آلن (نسخهٔ انگلیسی).

### سارو

سارو، The Sorrow

سارو (به انگلیسی: The Sorrow) یک رابط میان ارواح و یکی از اعضای سابق یگان کبرا که از قدرت روحی روانی خود برای کمک به سربازان در میدان جنگ استفاده می‌کرد. او رابطه رمانتیکی با باس داشت و در طول بازی مشخص می‌شود که پدر فرزنده باس، یعنی آسلات است. او در میدان جنگ بعد از اینکه یگان کبرا متفرق شده، جان خود را به وسیلهٔ تیری که به چشم چپ او اصابت می‌کند فدای باس می‌کند. او نمایش‌های مخفی فراوانی در طول بازی و کات سنس‌ها انجام می‌دهد (در فرم روح)، اگرچه او فقط در حالت اول شخص قابل مشاهده‌است. نزدیک به انتهای بازی، جایی که ثانیه شمار ساعت به انفجار بزرگ راکت سوخت و C۳ نزدیک می‌شود، سارو در چندین کات سنس در حالی که تابلویی را بالا گرفته که وقت باقی‌مانده را نشان می‌دهد قابل مشاهده‌است. از آنجایی که در زمان شروع بازی، سارو قبلاً مرده‌است، اسنیک به صورت فیزیکی با او مبارزه نمی‌کند. اسنیک باید در آب رودی شنا کند که روح تمام کسانی که کشته‌است در آن هستند در حالی که باید از حمله‌های سارو که سریع ناگهانی هستند بگریزد. حمله‌های سارو به اسنیک آسیبی نمی‌رساند اما در او یک تصور و خیال به وجود می‌آورد که به ارواحی که او کشته اجازه می‌دهد به او نزدیک شده و جانش را بگیرند. تعداد ارواحی که در این قسمت در مقابل اسنیک ظاهر می‌شوند دقیقاً با نفراتی که بازیکن در جریان بازی کشته‌است برابری می‌کند، از این رو اگر بازیکن هیچ هدف غیرضروری را نکشته باشد فقط اعضای یگان کبرا به او حمله می‌کنند. سربازهای مرده‌ای که اسنیک در طی مسیر رودخانه با آن‌ها مواجه می‌شود، طریقه کشته شدنشان را نشان می‌دهند، گلوی آن‌ها بریده و خون از آن فوران می‌کند یا گردن آن‌ها به علت شکستن رو به پشت شده‌است. اسنیک در انتهای رودخانه به جسد سارو می‌رسد. هنگامی که اسنیک به سارو رسیده و او را لمس می‌کند، او می‌میرد. با استفاده از داروی تقویت داستان دوباره ادامه پیدا می‌کند.
در انتهای بازی جایی که اسنیک باس را می‌کشد، بازیکن به وسیلهٔ دید اول شخص می‌تواند روح باس و سارو را ببیند که به سوی زندگی بعد از مرگ می‌روند.
صداگزاری: یوکیتوشی هوری (نسخهٔ ژاپنی)، دیوید آلن توماس (نسخهٔ انگلیسی).

### فیئر

فیئر، The Fear

فیئر (به انگلیسی: The Fear) یکی از اعضای یگان کبرا که به چابکی و سرعت مافوق انسانی و همچنین ظاهر عجیب و ترسناکش معروف است. آرنج‌های او دارای دو مفصل بودند و دارای زبان دراز به مانند مارمولک بود که با آن می‌توانست اشیاء را بچنگ آورد. با جابه‌جا کردن مفصل‌های خود قادر به خزیدن، بر روی آب راه رفتن، به مانند عنکبوت به سرعت پرش کردن و همچنین می‌توانست از درختان بالا رفته و به راحتی بر روی آن‌ها پرش کند. او عمدتاً از یک کمان زنبورکی در نبردها استفاده می‌کرد که نوک تیرهای آن را به زهر عنکبوت واندرینگ برزیلی آغشته می‌کرد. او از سیم‌ها و طناب‌های مختلفی برای بالا بردن تحرک خود استفاده می‌نمود. گذشته از چالاکی باورنکردی که داشت، او همچنین از یک لباس مخصوص استتار نیز استفاده می‌کرد تا خود را تقریباً نامرئی کند. فیئر در نتیجه جنگ با اسنیک کشته شد. فیئر دو عدد کمان داشت. کمان بزرگتر را با نام «ویلیام تل» و کمان کوچکتر را «جو کوچولو» می‌نامید. در ابتدای مبارزه، او یک تیر سمی به پای اسنیک شلیک می‌کند، اما او ترجیح می‌داد خودش کار اسنیک را تمام کند تا اینکه سم برای او این کار را انجام دهد. سم اسنیک را دچار توهم و خیالات کرد و این برای فیئر یک امتیاز بود، اما با این حال اسنیک توانست او را شکست دهد.
صداگزاری: کازامی تاناکا (نسخهٔ ژاپنی)، مایکل بل (نسخهٔ انگلیسی).

### فیئوری

فیئوری، The Fury

فیئوری (به انگلیسی: The Fury) شخصی دارای جنون ایجاد حریق و فضانورد سابق شوروی. او از یک لباس فضانوردی ضد حریق که یک جت پک به آن متصل بود و یک صلاح آتش زای قدرتمند استفاده می‌نمود، که هردوی آن‌ها نیروی خود را از راکت محرک مایع و دی‌متیل‌هیدرازین نامتقارن می‌گرفتند. اسم رمز او برگرفته از خشم زیاد نسبت به جهان که هنگام جنگ احساس کرده بود.
نماد (БEИ) که فیئوری بر روی کلاه خود دارد، در حروف الفبا سایریلیک BEǏ نوشته می‌شود که مخفف بلاروس GOST ۷٫۶۷ که کد استاندارد کشور است. درست قبل از مرگش، او داستان خود را در هنگامی که هنوز در فضا، و در حین بازگشت به زمین است بازگو می‌کند، و کاری کرده تا اسنیک نیز دیده‌های او را به عنوان حقیقت تجربه کند.
صداگزاری: ماساتو هیرانو (نسخهٔ ژاپنی)، ریچارد دُیل (نسخهٔ انگلیسی).

### پِین

پِین، The Pain

پین (به انگلیسی: The Pain) قابلیت کنترل زنبورهای سرخ بوسیلهٔ زنبور ملکه‌ای که در کیسه پشت خود حمل می‌کرد را داشت. به غیر از زنبورهای سرخ، پین همچنین مجهز به یک مسلسل تامبسون و نارنجک دستی بود، که از پیوستن زنبورهای سرخ خود با این سلاح‌ها در نبرد استفاده می‌نمود. او همچنین از زنبورها سپری به شکل بدن خود درست می‌کرد تا حریف خود را گیج و از گارد خود بیرون می‌کشید. او آرزو داشت تا اسنیک درد و رنجی که او تحمل کرده را احساس کند. با اینکه جثهٔ بزرگی داشت اما به صورت قابل توجهی سریع و چابک بود. او یک ماسک بالاکلاوا به صورت داشت تا ظاهر زشت خود را که بر اثر نیش بیشمار زنبورها ایجاد شده بود، بپوشاند. پین تیرهای زنبوری را درون بدن خود پرورش می‌داد که درون بدن قربانی نفوذ کرده و به داخل آن بدن قربانی حمله می‌کند.
صداگزاری: هیسائو ایگاوا (نسخهٔ ژاپنی)، گِرگ برگر (نسخهٔ انگلیسی).

### دی اِند

اِند، The End

دی اند (به انگلیسی: The End) یکی از اعضای یگان کبرا با مهارت استثنایی در تیراندازی از خفا، با بیش از ۱۰۰ سال سن که در اوایل سال ۱۸۶۰ متولد شده، و تنها عضو در یگان کبرا که اسم رمز او از احساساتش در میدان جنگ منشأ نگرفته‌است. اگرچه در طول بازی روشن می‌شود که نام او به «گمنامی حقیقی» دلالت دارد. این تناقض از اینروست که اِند به هیچ وجه قادر به کشتن اسنیک نیست. اِند از نارنجک‌های گیج‌کننده و همچنین از یک تفنگ «Mosin-Nagant» که آن را تبدیل به تفنگی با تیرهای مسکن کرده بود استفاده می‌نمود. دی اند به عنوان چهارمین غولآخر تمام زمان در ۱۹۶مین نشریه توسط الکترونیک گیمینگ مانتلی شناخته شد.
صداگزاری: اوسامو ساکا (نسخهٔ ژاپنی)، گِرَنت آلبرچ (نسخهٔ انگلیسی).